# Teatro Campoamor
El Teatro Campoamor es el teatro de ópera de Oviedo, fundado en 1892 y conocido por acoger, entre otros eventos, la entrega de los Premios Princesa de Asturias.

## Historia

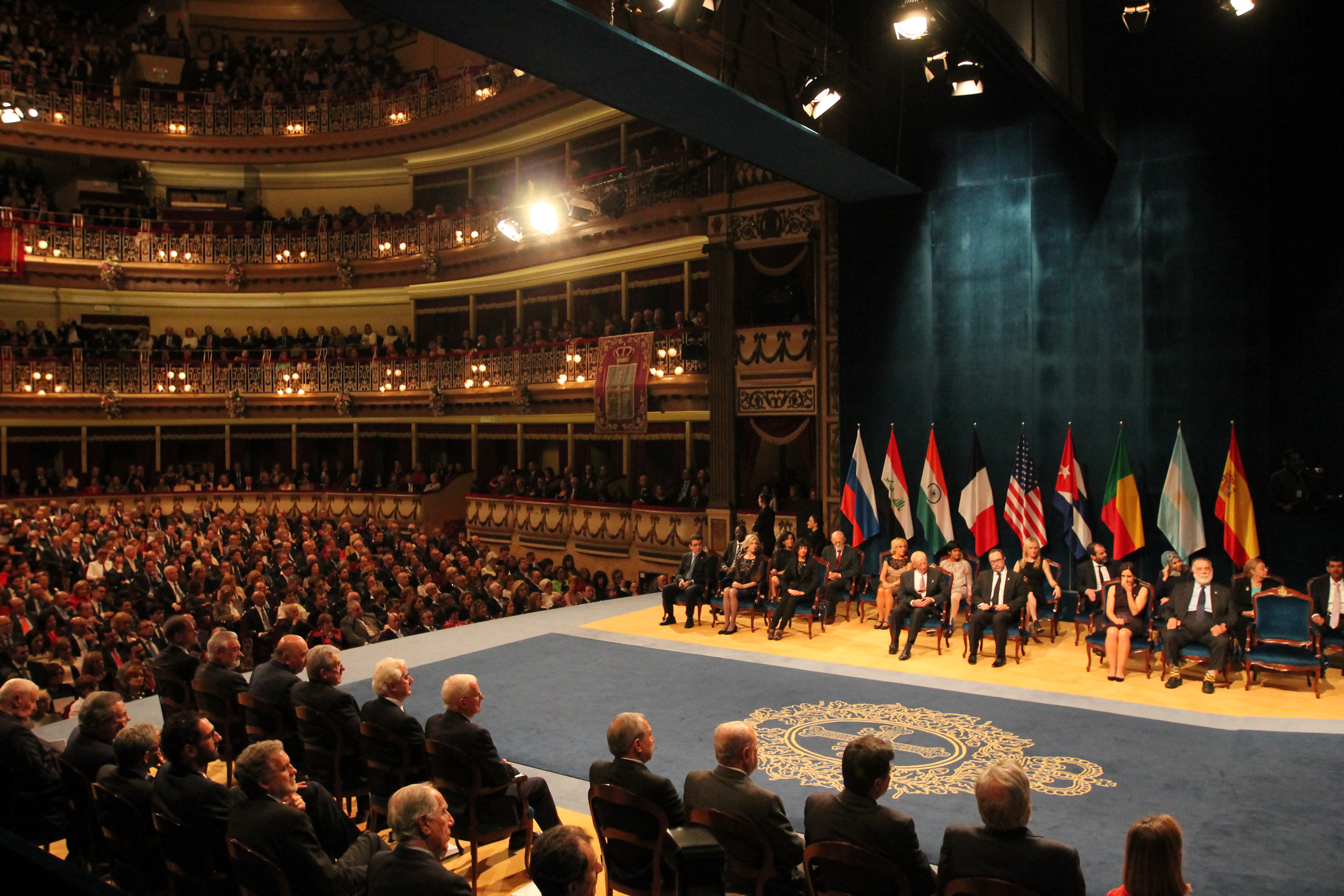
Ceremonia de los Premios Princesa de Asturias en 2015

El Teatro Campoamor nació en Oviedo como respuesta a un marco para representar óperas y funciones teatrales debido a la incipiente burguesía económica que empezaba a aflorar en la capital. Hasta aquel entonces las funciones se representaban en el teatro del Fontán, al lado de la plaza del mismo nombre y que hoy es la Biblioteca de Asturias Ramón Pérez de Ayala.
Se ubicó en los terrenos del convento de Santa Clara, detrás de la calle de Uría que había sido proyectada un par de décadas antes. En el año 1876, con José Longoria Carbajal en la alcaldía, se presentó el proyecto de construcción del teatro, que se finalizó en 1883. A propuesta del escritor y entonces concejal Leopoldo Alas «Clarín», fue bautizado con el apellido del insigne asturiano Ramón de Campoamor, el cual no pudo asistir a la inauguración, a la que mandó a su hermano y como acto de agradecimiento con el pueblo ovetense envió mil pesetas para el reparto entre los pobres de la ciudad. El Ayuntamiento se encargó de distribuir el dinero entre las cuatro parroquias existentes, a razón de 250 pesetas por cada una de ellas.
El teatro se inauguró al público el 17 de septiembre de 1892 con una representación de la obra de Los Hugonotes de Giacomo Meyerbeer. A esta obra la siguió Lucía de Lammermoor', ópera que también fue presentada en la I temporada de ópera de Oviedo, en 1948, y también se representó en el 120 aniversario. Se trata de la temporada de ópera más antigua de España, solo superada por la del Gran Teatro del Liceo de Barcelona.
La primera remodelación importante acontece en el año 1916 con una reestructuración del interior y una ampliación del aforo. Durante la Revolución de 1934 el teatro sufre grandes daños quedando reducido a escombros, tras prenderle fuego los militares por orden de Camilo Alonso Vega para que los revolucionarios no lo pudieran usar contra el cuartel de Santa Clara, y solo se mantuvo en pie la fachada principal. Tras acabar la guerra civil se inicia la reconstrucción y renovación del teatro que volvió a abrir sus puertas en septiembre de 1948 con la ópera Manón.
En 1988, bajo el proyecto del arquitecto andaluz José Rivas, asesorado por el escenógrafo Julio Galán Martín, se lleva a cabo la reforma del escenario, eliminando la pendiente del solado, ampliando el espacio del foso de la orquesta y modernizando la caja escénica con todos los adelantos técnicos en cuanto a elementos escénicos mecanizados y de iluminación. 
Bajo la plaza del Carbayón y la calle 19 de Julio, protegiendo las raíces del roble con una gran maceta, se dotó al teatro de modernos camerinos, sala de ensayos, sastrería, peluquería, sala de utillaje o atrezzo, talleres y salas de personal de tramoya. Desde aquí se controla la iluminación y sonido de la caja escénica. Los antiguos camerinos situados en la fachada trasera del edificio pasan a ser la sede de la Concejalía de Cultura del Ayuntamiento de Oviedo. 
En 1993 la sala polivalente del sótano se trasformó en el Centro de Arte Moderno Ciudad de Oviedo (CAMCO). Desde el año 2004 está gestionada por Cajastur, donde periódicamente se pueden contemplar exposiciones artísticas de arte moderno y vanguardista.
En el año 2006, la fundación Hidrocantábrico financió la puesta en marcha de la iluminación exterior del teatro.

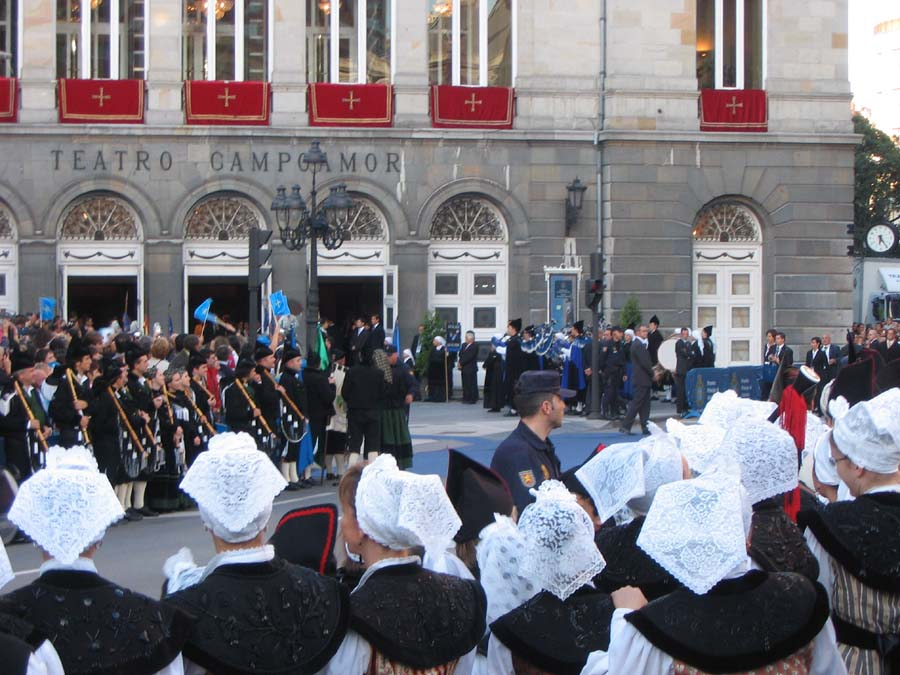
El Teatro Campoamor durante la entrega de los Premios Príncipe de Asturias.

Tras haber conocido diversas obras de modernización técnica a lo largo de las dos últimas décadas, el teatro sigue funcionando a pleno rendimiento, y dentro de los muchos actos que se celebran en él cabe destacar la temporada de ópera de Oviedo, los extintos Premios Líricos Teatro Campoamor y la ceremonia de entrega de los Premios Princesa de Asturias.

## Capacidad
Tras su última remodelación, el teatro cuenta con 1491 butacas, las cuales se distribuyen en 5 plantas. 
- Patio: 442 butacas, distribuidas en 18 filas
- Palcos de platea: 154 butacas (repartidas en 26 palcos)
- Entresuelo: 187 butacas (84 en palcos, 43 en delantera y 60 normales)
- Principal: 227 butacas (84 en palcos, 41 en delantera y 102 normales)
- Anfiteatro: 283 butacas (67 en delantera, 178 normales y 38 con visibilidad escasa)
- General: 198 butacas (34 en delantera, 138 normales, 18 con visibilidad escasa y 8 butacas en 2 balconcillos laterales)

El aforo del teatro aumenta de capacidad en función de determinados eventos, en especial en la ceremonia de entrega de los Premios Princesa de Asturias, en los que se disponen bancadas y butacas extras en diversos lugares del recinto.

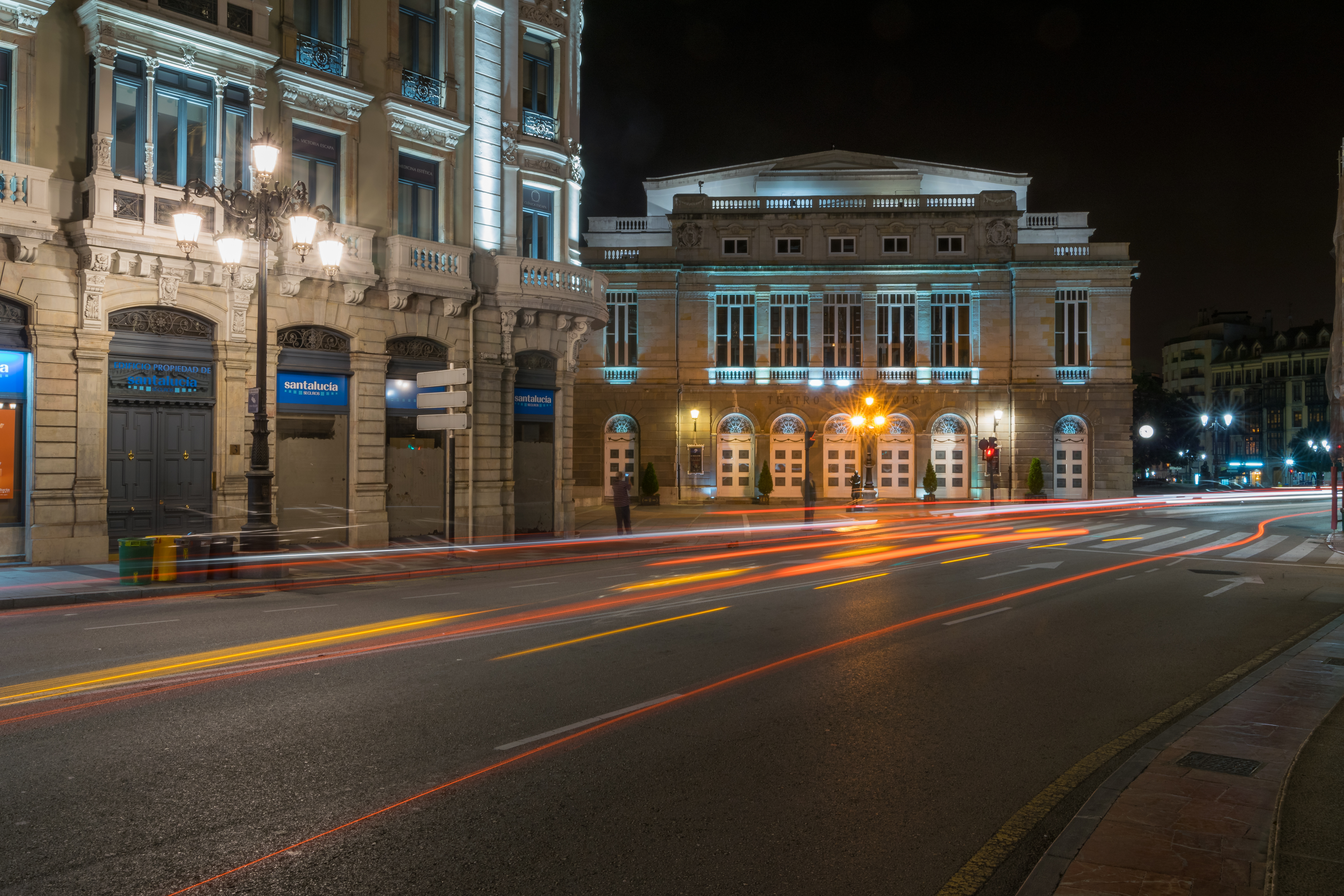
Fotografía nocturna del Teatro Campoamor

## Curiosidades
| Ubicación                      | Abono | Función |
| ------------------------------ | ----- | ------- |
| Palcos y plateas               | 800   | 50      |
| Palcos de segundo piso         | 400   | 25      |
| Palcos de tercer y cuarto piso | 300   | 10      |
| Butaca de patio                | 140   | 9       |
| Delantera de galería           | 80    | 5       |
| Delantera de paraíso           | 55    | 3,50    |
| Asiento de paraíso             | 55    | 1,50    |